# Авиаудар по Тогоге

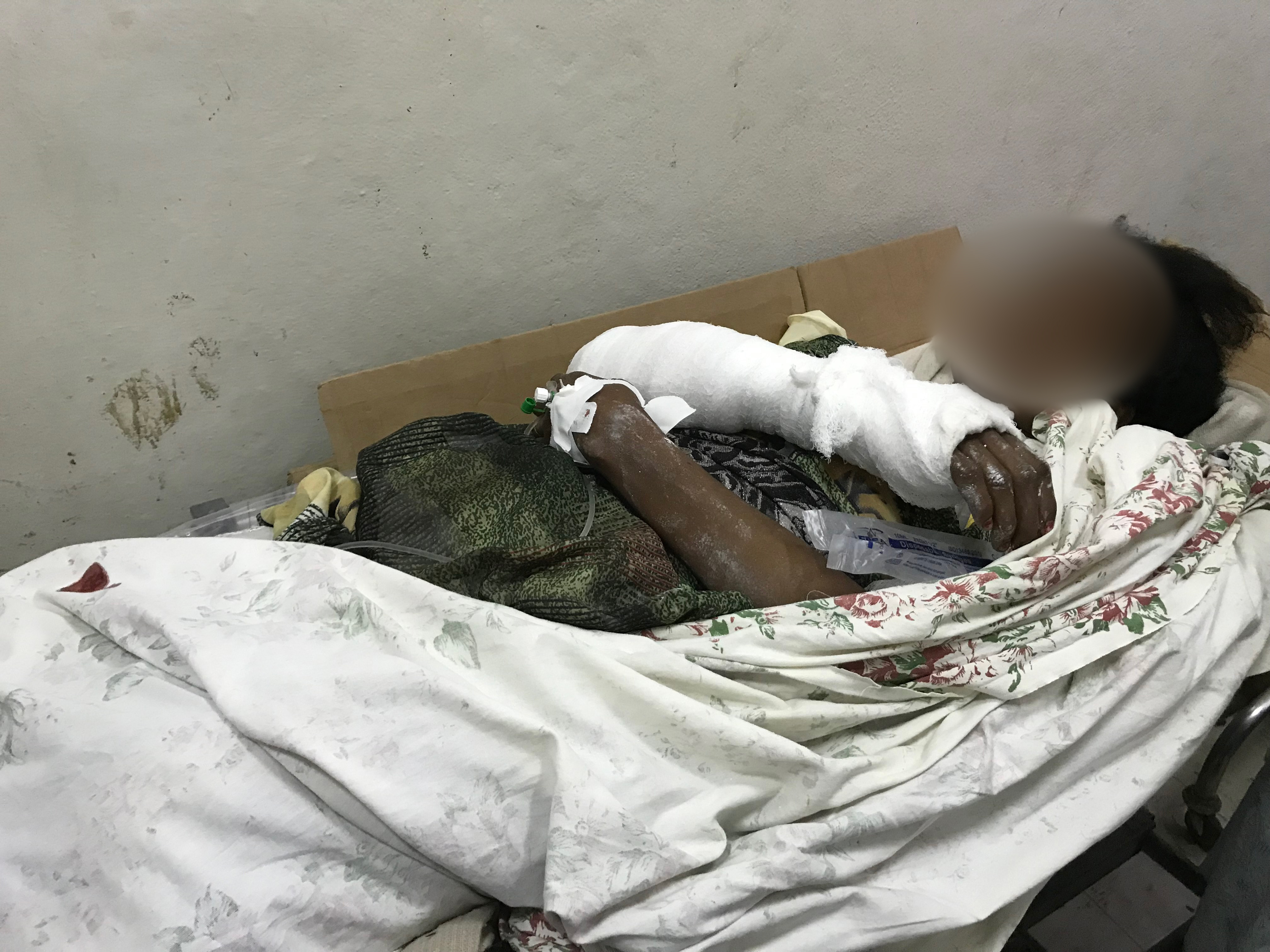
Один из раненых в результате авиаудара в больнице

Авиаудар по Тогоге — инцидент, связанный с налётом эфиопских ВВС на деревню Тогога (Тыграй, Эфиопия) 22 июня 2021 года в ходе конфликта в Тыграе. В результате авиаудара погибли 64 мирных жителя и 180 получили ранения.

## Атака
Около полудня или 13:00 во вторник, 22 июня 2021 года, местный рынок подвергся воздушной атаке.
Вторник — базарный день в Тогоге. Собралось много людей, от 3 до 5 тысяч человек со всей округи (люди шли пешком 15-20 км); рынок еженедельный, но в июне всегда много людей из-за урожая, и фермеры приходят обменять или купить семена. Рынки в Тыграе открываются около 9 утра, в полдень посещаемость была максимальной.
Это был первый базарный день после того, как армия Эфиопии и Эритреи отступила из этого района под давлением повстанцев NFVT. В то же время самолёт сбросил бомбу на поселок Адылал, расположенный примерно в 20 километрах от рынка. Жители Адылала были на рынке, но бомба попала в школу.
Машины скорой помощи, пытавшиеся добраться до села, были заблокированы солдатами возле Тухулы, но второй колонне удалось добраться другим путем. Одна группа машин даже была дважды обстреляна эфиопскими войсками. Скорая помощь доставила 25 раненых в больницу Айдер в Мекеле.

## Жертвы
Большинство жертв были не из самого села, а приезжими. После нападения родственники и друзья собрали тела погибших, приготовили самодельные носилки и увезли их в родное село. Это привело к задержкам в составлении списка пострадавших. Сообщается о 64 погибших и 180 травмированных.

## Реакция
Местные жители считают, что бомбардировка произошла именно в этот день, как напоминание о резне в Хавзене, произошедшей в тот же день 33 года назад.
В ООН заявили, что «глубоко обеспокоены» сообщениями о том, что дорога скорой помощи была заблокирована военными. Ражасингем Рамеш, помощник генерального секретаря по гуманитарным вопросам и заместитель координатора чрезвычайной помощи, заявил, что «нападения, направленные на гражданских лиц, и неизбирательные нападения запрещены».
Евросоюз заявил, что «в случае подтверждения блокирование машин скорой помощи может быть равносильно нарушению международного права». В то же время Госдепартамент США был «обеспокоен сообщениями о гибели мирных жителей в результате атаки на рынок» и призвал власти Эфиопии обеспечить полный доступ к медицинской помощи для всех пострадавших. Он также призвал к «немедленному и независимому расследованию, а также к принятию мер по исправлению положения, чтобы привлечь к ответственности виновных в этом нападении».